# زندرسهاوزن
زندرسهاوزن (به آلمانی: Sondershausen) شهری در ایالت تورینگن در کشور آلمان است.